# Drayton (North Dakota)
Drayton ist eine Kleinstadt (mit dem Status „City“) im Pembina County im US-amerikanischen Bundesstaat North Dakota. Das U.S. Census Bureau hat bei der Volkszählung 2020 eine Einwohnerzahl von 757 ermittelt.

## Geografie
Drayton liegt im Nordosten North Dakotas am Westufer des Red River of North, der die Grenze zu Minnesota bildet. Die geografischen Koordinaten von Drayton sind 48°34′16″ nördlicher Breite und 97°10′40″ westlicher Länge. Das Stadtgebiet erstreckt sich über eine Fläche von 1,68 km².
Benachbarte Orte von Drayton sind Donaldson in Minnesota (20,7 km östlich), Stephen in Minnesota (35 km südöstlich), Grafton (34 km südwestlich) und St. Thomas (25,1 km westnordwestlich).
Die nächstgelegenen größeren Städte sind Winnipeg in der kanadischen Provinz Manitoba (160 km nördlich), Duluth in Minnesota am Oberen See (499 km ostsüdöstlich), Grand Forks (76,7 km südlich), Fargo (200 km in der gleichen Richtung) und North Dakotas Hauptstadt Bismarck (475 km südwestlich).
Die Grenze zu Kanada befindet sich 50 km nördlich.

## Verkehr
Entlang des westlichen Stadtrands von Drayton verläuft in Nord-Süd-Richtung die Interstate 29, die die kürzeste Verbindung von Winnipeg nach Kansas City in Missouri bildet. Am Nordrand der Stadt verläuft in West-Ost-Richtung der North Dakota Highway 66. Alle weiteren Straßen innerhalb des Stadtgebiets sind untergeordnete Landstraßen, teils unbefestigte Fahrwege sowie innerörtliche Verbindungsstraßen.
Durch Drayton verläuft in Nord-Süd-Richtung eine Eisenbahnstrecke der BNSF Railway.
Mit dem Drayton Municipal Airport befindet sich 6,9 km nördlich ein kleiner Flugplatz. Die nächstgelegenen größeren Flughäfen sind der Grand Forks International Airport (81 km südlich) und der Winnipeg James Armstrong Richardson International Airport (162 km nördlich).

## Bevölkerung
Nach der Volkszählung im Jahr 2010 lebten in Drayton 824 Menschen in 389 Haushalten. Die Bevölkerungsdichte betrug 490,5 Einwohner pro Quadratkilometer. In den 389 Haushalten lebten statistisch je 2,12 Personen.
Ethnisch betrachtet setzte sich die Bevölkerung zusammen aus 98,3 Prozent Weißen, 0,4 Prozent Afroamerikanern, 0,6 Prozent amerikanischen Ureinwohnern sowie 0,1 Prozent (eine Person) aus anderen ethnischen Gruppen; 0,6 Prozent stammten von zwei oder mehr Ethnien ab. Unabhängig von der ethnischen Zugehörigkeit waren 1,5 Prozent der Bevölkerung spanischer oder lateinamerikanischer Abstammung.
20,5 Prozent der Bevölkerung waren unter 18 Jahre alt, 60,0 Prozent waren zwischen 18 und 64 und 19,5 Prozent waren 65 Jahre oder älter. 46,6 Prozent der Bevölkerung war weiblich.

Das mittlere jährliche Einkommen eines Haushalts lag bei 43.616 USD. Das Pro-Kopf-Einkommen betrug 28.164 USD. 6,7 Prozent der Einwohner lebten unterhalb der Armutsgrenze.